# Amerikanska Jungfruöarna i olympiska spelen
Amerikanska Jungfruöarna har deltagit i 18 olympiska spel (7 vinter, 11 sommar), det första var sommarspelen i Mexico City 1968. Amerikanska Jungfruöarnas äldsta idrottare i ett olympiskt spel var Bruce Meredith som vid OS 2000 var 63 år och 156 dagar. Den yngsta var Shelley Cramer som vid OS 1976 var 14 år och 271 dagar. Totalt har 140 idrottare från Amerikanska Jungfruöarna deltagit i olympiska spelen.

## Medaljer
Amerikanska Jungfruöarna har bara tagit en medalj under alla olympiska spel. Peter Holmberg tog silver i segling vid sommar-OS 1988.
| Guld | Silver | Brons | Totalt antal medaljer |
| ---- | ------ | ----- | --------------------- |
| 0    | 1      | 0     | 1                     |

## Fakta för varje spel
| Spel        | Fanbärare        | Deltagare | Män | Kvinnor | Sporter | Guld | Silver | Brons |
| 2014 vinter | Jasmine Campbell | 1         | 0   | 1       | 1       |      |        |       |
| 2012 sommar | Tabarie Henry    | 7         | 4   | 3       | 3       |      |        |       |
| 2008 sommar | Josh Laban       | 7         | 6   | 1       | 5       |      |        |       |
| 2004 sommar | LaVerne Jones    | 6         | 5   | 1       | 4       |      |        |       |
| 2002 vinter | Dinah Browne     | 8         | 6   | 2       | 2       |      |        |       |
| 2000 sommar | Ameerah Bello    | 9         | 6   | 3       | 5       |      |        |       |
| 1998 vinter | Paul Zar         | 7         | 6   | 1       | 2       |      |        |       |
| 1996 sommar | Lisa Neuburger   | 12        | 6   | 6       | 5       |      |        |       |
| 1994 vinter | Kyle Heikkila    | 8         | 7   | 1       | 2       |      |        |       |
| 1992 sommar | Flora Hyacinth   | 25        | 20  | 5       | 7       |      |        |       |
| 1992 vinter | Anne Abernathy   | 12        | 10  | 2       | 3       |      |        |       |
| 1988 sommar | Robert Fellner   | 22        | 19  | 3       | 6       |      | 1      |       |
| 1988 vinter | Seba Johnson     | 6         | 4   | 2       | 3       |      |        |       |
| 1984 sommar | Jodie Lawaetz    | 29        | 26  | 3       | 7       |      |        |       |
| 1984 vinter | Erroll Fraser    | 1         | 1   | 0       | 1       |      |        |       |
| 1976 sommar | Ivan David       | 21        | 19  | 2       | 6       |      |        |       |
| 1972 sommar | William Peets    | 16        | 16  | 0       | 4       |      |        |       |
| 1968 sommar | Leston Sprauve   | 6         | 6   | 0       | 3       |      |        |       |